# Гомановский, Александр Иванович
Александр Иванович Гомановский (1886 — после 1940) — русский катакомбный священник.

## Биография
Родился в крестьянской семье в г. Кимры Тверской губернии. Известно, что он окончил 2 класса духовной семинарии.
Рукоположен во иерея целибатом. С 1911 года служил в Москве в Филипповской церкви на Поварской улице; затем, до 1914 года — в посёлке Новые Казанки Астраханская губернии; в 1914 году — в Санкт-Петербурге: на Троицком подворье в Белоострове. В 1915—1918 годах был фронтовым священником и санитаром во 2-м сибирском врачебно-воспитательном отряде «Союз городов».
С 1919 года — проповедник и секретарь Братства ревнителей и проповедников Православия. В это время он, работая на разных гражданских должностях, до конца 1921 года проводил службы в домовой церкви графини Е. Ф. Соллогуб. С 1922 года служил в московском храме Саввы Освященного на Девичьем поле.
Принадлежал к Истинно-Православной Церкви (ИПЦ), находясь в оппозиции к митрополиту Сергию (Страгородскому). Его духовник – старец иеромонах  Серафим (Владимир Богданов) — 9 октября 1926 года тайно постриг Гомановского в монахи с именем Даниил.
В 1929 году был арестован и сослан в Соловецкий лагерь особого назначения. Затем был в Свирлагере. В 1932 году на три года был сослан в Казахстан. После освобождения не имел права на жительство в Москве и жил у матери в Кимрах, в Калязине и в других местах. В 1937 году перешёл на нелегальное положение. Жил в Москве у духовных чад, затем в Можайске и других подмосковных городах и деревнях, часто меняя место жительства. Богослужения совершал тайно на дому, в тайных иосифлянских храмах ИПЦ. Также тайно приобщал и больных в больницах. Имел многочисленную паству. Отличался большим смирением, самоотверженностью и, в то же время, имел жизнерадостный характер.
В последний раз арестован в 1941 году. Скончался в карагандинском лагере, по другим данным — на этапе, по третьим — в Москве, тайно вернувшись из ссылки. 